# Cisticola cinnamomeus
El cistícola castaño (Cisticola cinnamomeus) es una especie de ave paseriforme de la familia Cisticolidae propia del sur de África.

## Descripción
Es un pájaro pequeño de pico puntiagudo y cola relativamente corta. La parte superior de su cabeza y costados son de color canela, aspecto al que debe su nombre científico (cinnamomeus en latín significa de color canela). Las plumas de su espalda, alas y cola son negras con los bordes de color canela, mientras que el plumaje de sus partes inferiores es blanco.

## Taxonomía
Hasta el año 2000 se clasificaba como una subespecie del cistícola pectoral (Cisticola brunnescens), pero en la actualidad se consideran especies separadas.

## Distribución y hábitat
Se encuentra desde el sur de África central y oriental hasta el este de Sudáfrica.
Sus hábitats son los humedales y los herbazales de tierras altas.